# پتشخوارگر

نقشه‌ای از حدود تقریبی پتشخوارگر که شامل آذربایجان، طبرستان، گیلان، دیلم، ری، دامغان و گرگان می‌شد

پَتَشخوارگَر یا فدشوارگر یا بدشخوارگر نام تاریخی ناحیه‌ای در ایران پیش از اسلام بوده‌است. به نقل از دانشنامه ایرانیکا پتشخوارگر نام قدیمی کوه‌های طبرستان بوده‌است. محدودهٔ این سرزمین و نام آن در دوره‌های گوناگون متغیر بوده‌است. یوزف مارکوارت طبرستان را همان پتشخوارگر می‌داند ابن فقیه همدانی ناحیه پدشخوارگر را از رویان و در غرب مازندران می‌داند، که با منطقه محال ثلاث هم‌خوانی دارد. طبق نظر ابن فقیه همدانی رویان از کوره‌های طبرستان است و از شهرهای رویان: چالوس، لارز، شرز و بذشوارجر است. ابن اسفندیار گزارش کرده‌است که این سرزمین پیش از عصر ساسانی، شامل آذربایجان، طبرستان، گیل، دیلم، ری، دامغان و گرگان بود و گشنسب شاهان بر آن حکومت می‌کردند. در دوران ساسانیان کوهستان البرز را به این نام می‌خواندند و نام سوادکوه، در جنوب طبرستان، از این کلمه دگرگونی یافته‌است. به گفته حمزه اصفهانی مورخ قرن سوم به شاهان طبرستان «بدشخوارگرشاه» می‌گفتند. اسپهبدان طبرستان همچون باوندیان، پادوسبانیان، زرمهرشاهیان، کارنوندیان، گاوباریان و همچنین مازیار و کیوس ساسانی از لقب «پتشخوارگرشاه» برای خود استفاده می‌کردند.

## ریشه‌شناسی نام
این سرزمین به شیوه‌های گوناگونی نام برده شده‌است؛ پَتَشخوارگَر، پتشوارگر، پدشخوارگر، پذشخوارگر، فدشخوارگر، فدشوارگر و فرشوادگر از جملهٔ این نام‌ها هستند. ابن اسفندیار می‌گوید که از دید مردمان طبرستان این واژه آمیزه‌ای از «فرش» به معنی هامون، «واد» به معنی کوهستان و «گر/جر» به معنی دریا می‌باشد و روی هم رفته یعنی پادشاهی که بر کوه و دشت و دریا فرمانروایی می‌کند. البته این در حالی است که در زبان قدیم «جر» به معنی کوهی بود که بتوان بر آن کشاورزی نمود. سعید نفیسی «پذشخوارگر» را یکی از جایگاه‌های والا در دربار ساسانیان برمی‌شمارد و می‌گوید «پذش» یعنی پیش و «خوار» یعنی خوردن و از این رو کسی را چنین لقب می‌دادند که پیش شاه می‌نشست و پیش از او خوراک را می‌چشید که مبادا زهرآلوده باشد. از دیدگاه آقای نفیسی، این جایگاه ویژهٔ والاتباران بود و فرمانروایی سرزمین‌ها را به چنین کسانی می‌دادند. عبدالرفیع حقیقت هم باور دارد پتشخوارگر گونهٔ پهلوی این نام است و از سه واژه در زبان پهلوی زمان ساسانی آمیخته شده؛ «پتش» یعنی پیش، «خوار» نام یک سرزمین است و «گر» به معنای کوه یا کوهستان است.
برخی پژوهشگران احتمال داده‌اند که نام منطقهٔ «پَتشخوارگر» (یا «پتشخورگر») از ترکیب واژه‌های فارسی باستانی «پَتی» (𐎱𐎫𐎡 – pati) به‌معنای «پیش، برابر، فرمان‌بر» و «خشای» (𐎧𐏁𐎠𐎹 – xšaya) به‌معنای «فرمان‌روا» (که در واژهٔ «خشایارشا» نیز دیده می‌شود) و پسوند «-گر» یا «-کر» به‌معنای مکان ساخته شده باشد.
بر این پایه، «پتشخوارگر» می‌تواند تغییر شکل‌یافتهٔ ترکیب «پَتی‌خشای‌گر» باشد؛ یعنی «سرزمینِ فرمان‌روایی» یا «جایگاه شاهی».
این تحلیل زبان‌شناسانه از نظر ساختاری هم‌خانواده با واژهٔ پاتَخشای (پهلوی میانهٔ پادشاه) است، که خود از پَتی+خشای ساخته شده و در فارسی میانه و سپس فارسی نو به‌صورت «پادشاه» درآمده‌است.
در نتیجه، «پتشخوارگر» می‌تواند به‌معنای «جایگاه شاهی» یا «جایگاه فرادستی فرمان‌روا» در کوهستان‌های البرز مرکزی تعبیر شود، و ارتباط معنایی نزدیکی با واژگان پادوسپان و پادشاه داشته باشد که در منطقه رویان رایج بوده‌اند.

## تاریخچه
طبق نظر احسان یارشاطر در کتاب تاریخ ایران کمبریج در دوره پیش از ساسانیان، پدشخوار به داشتن مؤلفه‌ها از روح و گوهر ناایرانی در مردمش مورد توجه بود؛ از این روی این مردم عموماً انیر (ناایرانی) خوانده می‌شدند. اینان همان مردمی بودند که استرابون از آنان به‌نام «آناریاکه» (Anariacae) یاد کرده‌است. در غرب استان پتشخوارگر گیل‌های ایرانی که جنگاوران نام‌داری بودند، در جلگهٔ کرانه‌ای می‌زیستند. خود کاسپی‌ها به کوهستان رانده شده بودند. سپس، به سمت شرق، کادوسیان که گویا با گیل‌ها درآمیخته بودند، از ساحل به سمت کوه‌ها ساکن شدند. در آمل نیز ماردی‌های غیرایرانی می‌زیستند.
اگرچه فرهاد یکم اشکانی، شماری از ایشان را برای حفاظت از دروازهٔ خزر به ناحیت ماد کوچاند. آماردها در زیستگاه خویش با تپورها که از پرثوه بدانجا آمده بودند درآمیختند. در میان رود آماردوس و خلیج گرگان نیز قبایل ناایرانی دیگری به‌نام امریاکئه و دریبیکس می‌زیستند. در نهایت، در عصر ساسانی، این اقوام اخیر احتمالاً با ایرانیان ادغام شدند و از آمیختگی این مردمان انیرانی (با نژاد غیر ایرانی) با ایرانیان جمعیت امروز مازندرانی پدید آمد. اسدالله عمادی ادعای کوچ قوم تپور از پرثوه به مازندران را رد می‌نماید و می‌گوید پیش از آنکه اشکانیان به قدرت برسند تپورها در مازندران ساکن بودند و کراتر فرمانده یونانی از سرزمین آنها گذشت. نظر مورخین یونانی نیز موافق با نظر اسدالله عمادی می‌باشد و کتزیاس مورخ یونانی عصر هخامنشی سرزمین تپوری را همان مازندران می‌داند و سرزمین تپوری را سرزمینی ما بین هیرکانی و کادوسی معرفی می‌کند و پولیبیوس نیز کوه‌های تپوری را همان کوه‌های مازندران می‌داند و به این کوه بین دروازه کاسپین (گرمسار) و دریای هیرکانی اشاره می‌کند و استرابون به سرزمین تپوری در نزدیکی ری و دروازه کاسپین (گرمسار) اشاره می‌کند و آریان و کوینت کورس در شرح جنگ‌های اسکندر مقدونی و هخامنشیان به یک ساتراپ به نام ساتراپ تپوری در حاشیه دریای مازندران اشاره می‌کنند که سرزمین آمارد نیز به آن ضمیمه شده بود. بسیاری از مورخین برخلاف نظر احسان یارشاطر، آماردی‌ها (ماردی‌ها) را، مردمانی ایرانی‌تبار (آریایی) دانسته‌اند. آماردی‌ها علاوه بر انتساب به آریایی بودن، به مردمان سکا و داهه و پارسی پیوند داده شده‌اند.
هرودوت از قبیله مارد (mardes) در کنار دائی‌ها (daens)، دروپیک‌ها (dropiques)، و ساگارتی‌ها (sagarties) به عنوان پارس‌های کوچنشین و صحراگرد یاد کرده‌است. همچنین برخلاف نظر احسان یارشاطر، اکثر محققین تپوری‌ها را از بومی‌های مازندران و نواحی آن از زمان قبل از آمدن آریان‌ها به ایران می‌دانند. به گفته یوزف مارکوارت تپورها قومی گسترده پیش از آریایی‌ها بوده‌اند که به وسیلهٔ اقوام مهاجر ایرانی به نواحی کوهستانی عقب رانده شدند.
بنابر آنچه در تاریخ مسطور است پادشاهی طبرستان از عهد اسکندر مقدونی تا عهد قباد پدر انوشیروان در خاندان جسنف‌شاه بود و تمامی فرشواگر (پتشخوارگر) را که طبق نوشته ابن اسفندیار در کتاب تاریخ طبرستان شامل: آذربایجان و سر و طبرستان و گیل و دیلم و ری و قومس و دامغان و گرگان می‌باشد را در تصرف داشتند و اگر احیاناً مدتی بعضی از ولایات منتزع می‌شد طبرستان را همیشه حاکم و سلطان بودند.

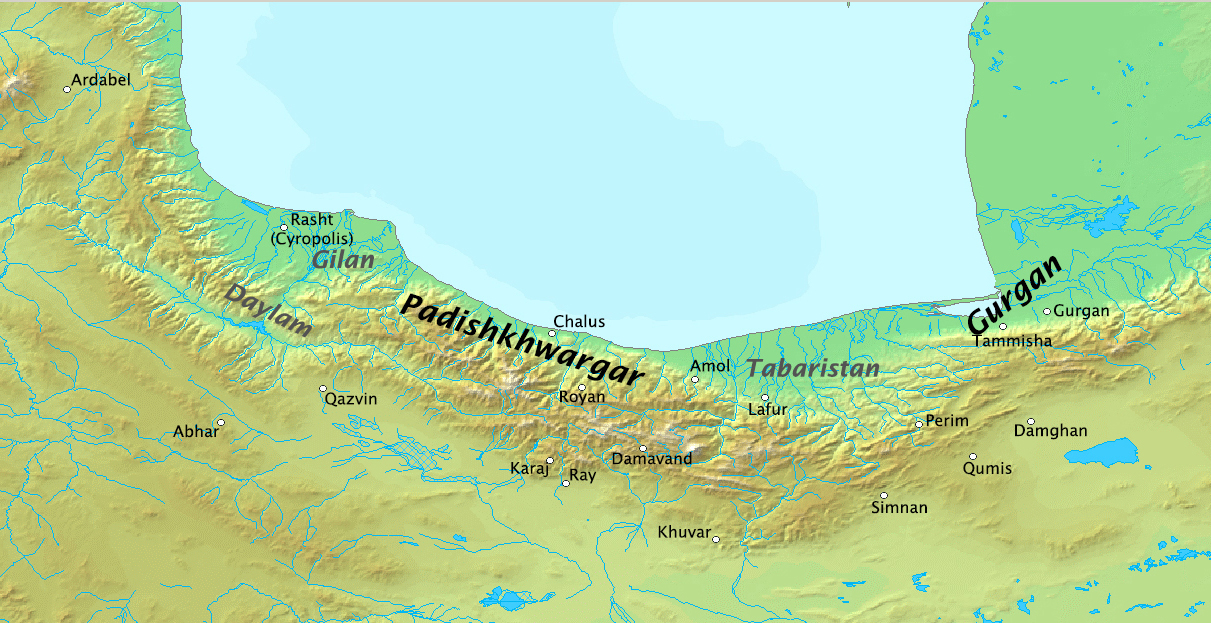
شهرهای اصلی فرشوادگر در عصر ساسانی

از اواخر دوره اشکانیان تا سال ۵۱۹ میلادی، خاندان «گشنسب داد» بر ولایت پَدِشخوارگر «ناحیه کوهستانی پدشخوار» تسلط داشتند که نهایت رو به اضمحلال نهادند. کواد یا همان قباد یکم پادشاه ساسانی حکمرانی این ولایت را به یکی از پسرانش کاووس داد و به طوری که مارکوات گفته‌است، آن شخص کهٍ تئوفانس مورخ اهل بیزانس ذکر کرده و او را پسر کواد موسوم به «پدشخوارشاه» می‌داند، همین کاووس است.
در طبرستان که وسیع‌ترین و پرجمعیت‌ترین بخش از فرشوادگر بوده، در دوران آغازین پس از حمله ملسمانان، دودمانی از اسپهبدان با عنوان دابویگان به پایتختی ساری، حاکم بودند. گفته شده که دابویگان از سوی یزدگرد سوم ساسانی تأیید شده و مدعی داشتن نسب از پیروز فرزند جاماسب بیست و یکمین پادشاه ساسانی بوده‌اند و عناوین «گیل گیلان، پدشخوارگر شاه، اسپهبد خراسان» را برای خود اختیار کرده بودند که بعدها به «فرشوادگرشاه» (نام قدیمی کوهستان طبرستان) تغییر کرد.
بعدها مازیار هم پس از آن که جنبش سرخ‌جامگان را به وجود آورده و علیه خلافت عباسی قیام کرد، از لقب «پتشخوارگرشاه» برای خود استفاده نمود.

## محدوده جغرافیایی

نواحی فرشوادگر در دوره عدم اقتدار

به نقل از دانشنامه ایرانیکا پتشخوارگر نام قدیمی کوه‌های طبرستان بوده‌است. یوزف مارکوارت طبرستان را همان پتشخوارگر می‌داند و ابن فقیه همدانی پتشخوارگر را بخشی از طبرستان و از شهرهای رویان می‌داند.
طبق نظر ابن فقیه همدانی، رویان از کوره‌های طبرستان است و از شهرهای رویان: چالوس، لارز، شرز و بذشوارجر است.
آن گونه که ابن اسفندیار در تاریخ طبرستان نوشته‌است، فرشوادگر قلمروی شامل آذربایجان، طبرستان، گیل، دیلم، ری، دامغان و گرگان بوده‌است و این حد را ابتدا منوچهر پیشدادی پدیدآورده‌بود.
در دوره ساسانیان جنوب طبرستان و سلسله جبالی که از درهٔ خوار ری تا سوادکوه و دماوند و سلسله البرز تا رودبار قزوین و سمنان و ارتفاعات آن کشیده می‌شد، به نام پذشخوارگر یا پتشخوارگر معروف بوده‌است و در کارنامه اردشیر بابکان به همین نحو مذکور است. نام این ناحیه در بسیاری از کتاب‌های تاریخی آمده‌است.
از عنوان گشنسب شاه که همزمان با اردشیر بابکان میزسته‌است چنین برمی‌آید که در روزگار ساسانی واژه پتشخوارگر اندک، اندک، معنای جغرافیایی محدودتری یافته‌است و تنها به بخشی از ناحیه کوهستانی وسیع پیشین گفته می‌شد، یعنی فقط بخش کوهستانی مازندران کنونی را شامل شده‌است.
نام کنونی سوادکوه از کلمه فرشوادگر گرفته شده‌است. ابتدا به «فرشوارکوه» و بعد «بدشوارکوه» تبدیل شده و «فر» از ابتدای آن افتاده تا به «شواتکوه» و «سوادکوه» بدل گردید.

### پتوش‌آری در کتیبه آشوری
در قدیمی‌ترین کتیبه یا سندی که از سال ۶۷۳ ق. م، از اسرحدون پادشاه آشوری برجای مانده، حدود پتوش‌آری که بر دامنهٔ جنوبی پتشخوارگر قرار گرفته، چنین توصیف شده‌است:

سرزمین پتوش‌آری در حاشیه صحرای نمک در میان قلمرو مادهای دوردست است که کوه بیکنی یعنی کوه‌لاجورد (دماوند)، حد آن محسوب می‌شود.

### پدیشخوارگر در کتیبه‌های ساسانی
در کتیبه‌های ساسانی از بدشخوارگر با عنوان پدیشخوار کوف «Padišxwār kōf» به معنی کوه بدشخوار یاد شده‌است. به گفته مورخان لفظ گر در زبان طبری به معنای کوه است که معادل کوف در زبان پهلوی است. در سنگ‌نوشته شاپور یکم بر کعبه زرتشت چنین آمده:

من خداوندگار ایرانشهر هستم و این شهرها را دارم: پارس، پارت، خوزستان، میشان، اسورستان، نودیشرگان، عربستان، آذربایجان، ارمنستان، ویروزان، سگان، آلان، بلاسگان، تا به کوه‌های قفقاز و دروازه‌های آلبانیا و همه کوه پدیشخوار، ماد، گرگان مرو هرات و همه ابرشهر، کرمان، سیستان، توران، مکران، پردنه، هند، کوشان‌شهر تا به پیشاور و تا به کشگر، سغد و به کوه‌های تاشکند، و در آن سوی دریای عمان.

### بدشخوارگر شاه
به حاکمان طبرستان بدشخوارگرشاه می‌گفتند. حمزه اصفهانی مورخ قرن سوم در شرح دیوان ابونواس می‌گوید:

شاهنشاهان ایران روا می‌داشتند که هر یک از شاهان اطراف خود را به نامی که بدان مشهورست بخوانند و مثلاً هر که را که شاه بامیان بود شیر می‌گفتند و هر که را شاه مرو بود کنارنگ می‌گفتند و شاه دماوند را مصمغان و شاه گرگان را صول (چول) و شاه طبرستان را بدشخواگرشاه و شاه اسروشنه را افشین و شاه سغد و فرغانه را اخشید می‌گفتند و می‌گفتند: اخشید سغد و اخشید فرغانه و شیر بامیان و کنارنگ مرو و افشین اسروشنه.

در عصر ساسانی حکمرانان گیلان عنوان گیل گیلان و حکمرانان طبرستان عنوان بدشخوارگرشاه را داشتند. از اواسط دوره ساسانی نواحی جنوبی دریای خزر را به شاهزادگان ساسانی داده بودند چنانچه که بهرام اول پیش از سلطنت حکمران گیلان بود و گیلانشاه لقب داشت و نیز کواد حکمرانی طبرستان را به پسر خود کاووس داد و بدشخوارگرشاه لقب گرفت.

### ماد کوچک
در آثار مورخان یونانی سرزمین پتشخوارگر بخشی از سرزمین ماد معرفی شده‌است و جغرافیای پتشخوارگر با جغرافیای سرزمین ماد کوچک توافق تقریبی دارد. در کتیبه آشوری سرزمین پتشخوارگر بخشی از سرزمین مادهای دور دست معرفی شده‌است. مورخانی یونانی مانند استرابون و بطلمیوس سرزمین‌های تپوری، ماردی، کادوسیان و آتروپاتن که بخشی از سرزمین پتشخوارگر بودند را بخشی از سرزمین ماد معرفی کردند و از اقوام تپوری، ماردی، کادوسی و کرتی به عنوان اقوام ماد یاد کرده‌اند. سبئوس مورخ ارمنی دوره ساسانی نیز سرزمین گیلان، دیلم و تپرستان را بخشی از سرزمین ماد معرفی کرده‌است.

### کپکوه
در دوران شاهنشاهی ساسانی کشور ایران به چهار ناحیه به نام‌های کوست خوربران، کوست نیمروج، کوست خوراسان و کوست کپکوه تقسیم می‌شد که حدود جغرافیایی ناحیه کپکوه با حدود جغرافیایی پتشخوارگر توافق تقریبی دارد و کوست کپکوه شامل ولایات: اتروپاتکان (آذربایجان)، ارمن (ارمنستان)، اری (آران)، ورجان (گرجستان)، گلان (گیلان)، دلمونک (دیلم)، تپرستان (مازندران)، دمباوند (دماوند) می‌شد. کوست کپکوه شامل رشته کوه البرز، قفقاز و کوه‌های آذربایجان می‌شد. دو سرزمین ورکان (گرگان) و کمش (دامغان و سمنان) بخشی از کوست خوراسان بود و جز کوست کپکوه محسوب نمی‌شدند.